# Аксии
Аксиите (gens Axia, Axsia) са плебейска фамилия от Древен Рим.
Известни от фамилията:
- Луций Аксий L. f. Назон, triumvir monetalis 71 пр.н.е.[1]
- Луций Аксий, конник (eques) при Варон.[2]
- Квинт Аксий, приятел на Варон и Цицерон.